# 阿迦汗五世
沙阿拉希姆·海珊，阿迦汗五世，NPk（波斯語：آقاخان پنجم，1971年10月12日—），現為伊斯兰教什叶派伊斯玛仪派尼扎里教派第50任最高精神领袖。他的前任是父親阿迦汗四世。

## 生平
拉希姆是已故阿迦汗四世的長子，並於2025年2月4日按照歷史上什葉派伊瑪目伊斯玛仪派的傳統繼承了父親的位子。
拉希姆在菲利普斯学院接受教育，1995年畢業於布朗大學，取得比較文學學士學位。他有兩個兒子：Irfan王子(2015 年出生)和Sinan王子(2017 年出生)。

## 头衔
阿迦汗家族及其子女由於是波斯卡扎爾王朝沙阿法特赫-阿里沙阿的後裔，所以使用王子和公主的頭銜。 1938年，該頭銜得到英國政府的正式承認。
- 1971年 – 2025年：拉希姆·阿迦汗王子 （Prince Rahim Aga Khan）
- 2025年 – 至今：阿迦汗五世親王殿下  （His Highness  The Aga Khan V）

2025年2月10日，英國國王查爾斯三世正式授予阿迦汗五世「殿下」的尊稱。

## 榮譽
- 巴基斯坦
  -  巴基斯坦勋章 (Nishan-e-Pakistan，2024年6月7日公布)[4]

- -  首席大十字级金心勋章附頸飾（英语：Order of the Golden Heart (Kenya)） (CGH，2025年3月8日公布)[5]

- 埃及
  - 阿斯旺省省長授予阿斯旺城市钥匙 (2025年2月9日公布)[6]